# Хажеев, Станислав Галимович
Станислав Галимович Хажеев (род. 28 декабря 1941, п. Каштак, Челябинская область, РСФСР, СССР; ныне — в черте города Челябинска, Россия) — советский и приднестровский военный и государственный деятель. Министр обороны Приднестровской Молдавской Республики с 8 сентября 1992 по 17 января 2012. Главный военный инспектор при Главнокомандующем Вооружёнными силами Приднестровской Молдавской Республики с 19 января 2012. Генерал-полковник.

## Биография
Родился 28 декабря 1941 года в посёлке Каштак Челябинской области, в семья служащего. По национальности белорус.

### Образование
- Окончил Свердловское суворовское военное училище.
- В 1963 окончил Ташкентское высшее общевойсковое командное училище имени В. И. Ленина
- В 1972 окончил Военную академию имени М. В. Фрунзе.

### Карьера
Служил в Туркестанском, Одесском, Забайкальском и Северо-Кавказском военных округах. Прошёл все должности от командира взвода до начальника штаба дивизии. Был заместителя начальника Орджоникидзевского высшего общевойскового командного училища имени Маршала Советского Союза А. И. Еременко.
С 1983 по 1986 выполнял интернациональный долг во Вьетнаме в должности советника начальника штаба армейского корпуса и военного округа.
С июля 1992 — в Вооружённых силах Приднестровской Молдавской Республики. Заместитель начальника управления, командующий миротворческими силами ПМР.
С 8 сентября 1992 по 17 января 2012 — министр обороны Приднестровской Молдавской Республики.
19 января 2012 указом президента Приднестровской Молдавской Республики назначен на должность Главного военного инспектора при Главнокомандующем Вооружёнными силами ПМР.
Европейский союз запретил ему въезд на свою территорию.

## Награды

### Награды ПМР
- Орден Республики (30 августа 1995) — за большой личный вклад в создание, организацию и развитие Приднестровской Молдавской Республики и в связи с 5-й годовщиной её образования[3]
- Орден Суворова I степени (17 января 2012) — за выдающиеся заслуги в защите и укреплении обороноспособности Приднестровской Молдавской Республики[4]
- Орден Суворова II степени
- Орден «За заслуги» II степени (31 августа 2006)— за личный вклад в укрепление и повышение боевой готовности Вооружённых сил Приднестровской Молдавской Республики, активную государственную деятельность, высокий профессионализм и в связи с 15-й годовщиной со дня образования Вооруженных сил Приднестровской Молдавской Республики[5]
- Орден «За личное мужество» (31 июля 1997) — за личное мужество и храбрость, проявленные при защите свободы и независимости Приднестровской Молдавской Республики от агрессии Молдовы в марте-июле 1992 , большой личный вклад в мирное урегулирование конфликта и в связи с 5-годовщиной со дня образования и деятельности совместных Миротворческих Сил[6]
- Орден Почёта (27 декабря 2001) — за большой личный вклад в создание Вооружённых Сил Приднестровской Молдавской Республики, постоянное повышение их боеспособности и в связи с 60-летием со дня рождения[7]
- Орден «За службу Родине в Вооружённых Силах Приднестровской Молдавской Республики» I степени (16 февраля 1996) — за успешное командование подчиненными, высокие показатели в служебной деятельности и самоотверженность при выполнении воинского долга[8]
- Медаль «За безупречную службу» II степени (16 августа 2007) — за личный вклад в укрепление и повышение боевой готовности Вооружённых Сил Приднестровской Молдавской Республики, высокие показатели в служебной деятельности и в связи с 16-й годовщиной со дня создания Вооружённых Сил Приднестровской Молдавской Республики[9]
- Медаль «За безупречную службу» III степени (24 октября 2002) — за укрепление обороноспособности и боевой готовности Вооружённых Сил Приднестровской Молдавской Республики, многолетний, добросовестный труд в органах государственной власти, высокие организаторские и профессиональные способности[10]
- Медаль «Участнику миротворческой операции в Приднестровье» (29 июля 2002) — за активную поддержку и оказание помощи Миротворческим Силам в проведении мероприятий по установлению и поддержанию мира и в связи с 10-летием со дня начала Миротворческой операции в Приднестровье[11]
- Медаль «10 лет Приднестровской Молдавской Республике» (17 августа 2000) — за активное участие в становлении, защите и строительстве Приднестровской Молдавской Республики и в связи с 10-й годовщиной со дня образования[12]
- Медаль «10 лет Вооружённым Силам Приднестровской Молдавской Республики» (31 августа 2001) — за личный вклад в создание Вооруженных Сил Приднестровской Молдавской Республики, повышение их боеспособности по защите независимости Республики и в связи с 10-й годовщиной образования Вооружённых Сил Приднестровской Молдавской Республики[13]
- Медаль «10 лет таможенным органам Приднестровской Молдавской Республики» (1 октября 2002) — за активную деятельность в формировании и развитии таможенных органов Приднестровской Молдавской Республики и в связи с 10-летием со дня образования таможенных органов Приднестровской Молдавской Республики[14]
- Медаль «15 лет таможенным органам Приднестровской Молдавской Республики» (24 сентября 2007) — за большой вклад в становление, развитие и совершенствование таможенной системы Приднестровской Молдавской Республики, обеспечение экономической безопасности Приднестровской Молдавской Республики, добросовестное исполнение служебного долга, высокий профессионализм и в связи с 15-й годовщиной со дня образования таможенных органов Приднестровской Молдавской Республики[15]
- Заслуженный военный специалист Приднестровской Молдавской Республики (20 февраля 1998) — за достижение высоких показателей в боевой подготовке, воспитании и обучении личного состава, заслуги в освоении и применении боевой техники, поддержание высокой боевой готовности частей и подразделений Вооружённых Сил Приднестровской Молдавской Республики[16]
- Грамота Президента Приднестровской Молдавской Республики (26 декабря 1995) — за большой вклад в дело строительства и дальнейшего развития Вооружённых сил Приднестровской Молдавской Республики, укрепления обороноспособности, повышения боеготовности войск и в связи с Днём рождения[17]
- Грамота Президента Приднестровской Молдавской Республики (31 августа 1996) — за самоотверженный труд, добросовестное исполнение служебных обязанностей и в связи с 6-й годовщиной образования Республики[18]
- Благодарственное письмо Президента Приднестровской Молдавской Республики (6 сентября 2000) — за активное участие и высокую организацию в проведении мероприятий, посвященных 10-й годовщине со Дня образования Приднестровской Молдавской Республики[19]

### Награды других государств
- Орден Красного Знамени
- Орден Красной Звезды
- Орден «За службу Родине в Вооружённых Силах СССР» II и III степени
- два других ордена СССР
- Медаль «За воинскую доблесть. В ознаменование 100-летия со дня рождения Владимира Ильича Ленина»
- Награды России и Республики Вьетнам